# Camille Friend
Camille Friend ist eine amerikanische Friseurin.

## Leben
Friend wurde in Tempe in Arizona geboren und begann ihre Karriere bei dem Film Mr. Bombastic. Seitdem arbeitete sie an vielen Blockbustern, wie Django Unchained, Die Tribute von Panem – Mockingjay Teil 1 und Mockingjay Teil 2. Außerdem ist sie seit 2016 und The First Avenger: Civil War an einigen Marvel-Filmen beteiligt. Besondere Bedeutung hatte für sie die Arbeit an den Filmen Black Panther und Black Panther: Wakanda Forever. Zu Beginn orientierte sie sich noch an senegalesischen Stämmen und deren Frisuren, wobei sie sich beim zweiten Teil für den Wasserstamm von der Mayakultur inspiriert wurde. Besonders achtete sie auch auf die Frisuren während der Trauerzeremonie zu Beginn des Films, wobei die Himba als Vorbild für die Darstellung des Erdstammes dienten. Auch zeigte sie Veränderungen der Persönlichkeiten der Figuren durch ernstere Frisuren. Für Wakanda Forever erhielt sie 2023 eine Oscar-Nominierung in der Kategorie bestes Make-up und beste Frisuren.

## Filmografie (Auswahl)
- 1996: Mr. Bombastic
- 1997: Susan (Fernsehserie)
- 1997: Hinterm Mond gleich links
- 2001: Die doppelte Nummer
- 2001: The Wash
- 2002: 8 Mile
- 2002: Men, Women and Dogs
- 2003: Voll verheiratet
- 2003: Biker Boyz
- 2004: Mission: Possible – Diese Kids sind nicht zu fassen!
- 2004: Ray
- 2004: Fat Albert
- 2005: Coach Carter
- 2006: Spiel auf Sieg
- 2006: Dreamgirls
- 2006: Das Streben nach Glück
- 2007: Norbit
- 2007: Cleaner
- 2008: Lauschangriff – My Mom’s New Boyfriend
- 2008: Mensch, Dave!
- 2008: Die Bienenhüterin
- 2008: The Spirit
- 2010: 72 Stunden – The Next Three Days
- 2011: Big Mama’s Haus – Die doppelte Portion
- 2011: The Help
- 2012: Noch tausend Worte
- 2012: Rock of Ages
- 2012: Zeit zu leben
- 2012: Django Unchained
- 2013: Movie 43
- 2014: The Return of the First Avenger
- 2014: Die Tribute von Panem – Mockingjay Teil 1
- 2014: House of Lies (Fernsehserie)
- 2015: Miles Ahead
- 2015: Die Tribute von Panem – Mockingjay Teil 2
- 2015: The Hateful Eight
- 2016: The First Avenger: Civil War
- 2017: Guardians of the Galaxy Vol. 2
- 2017: Detroit
- 2018: Black Panther
- 2018: Tote Mädchen lügen nicht (Fernsehserie)
- 2019: Glass
- 2019: Captain Marvel
- 2019: Wir
- 2019: 3 Engel für Charlie
- 2020: Tenet
- 2020: The New Mutants
- 2021: The Protégé – Made for Revenge
- 2022: Black Panther: Wakanda Forever

## Auszeichnungen (Auswahl)
- 1997: Emmy-Nominierung in der Kategorie Outstanding Hairstyling for a Series für Hinterm Mond gleich links
- 2023: Oscar-Nominierung in der Kategorie bestes Make-up und beste Frisuren für Black Panther: Wakanda Forever[3]